# Майґір
40°51′30″ пн. ш. 72°15′30″ сх. д. / 40.85833° пн. ш. 72.25833° сх. д.
Майґір (узб. Мойгир, Moygir) — міське селище в Узбекистані, в Ізбасканському районі Андижанської області.
Розташоване у Ферганській долині. Через селище проходить автошлях Куйґан'яр—Баликчі.
Населення 6,2 тис. мешканців (1990). Статус міського селища з 2009 року.